# Антон Порязов
Антон Мариов Порязов е български актьор, водещ, спортист и писател. Известен е с участията си в български и чуждестранни продукции.

## Биография и творчество
Роден е на 5 април 1987 г. в град София, Народна република България.
Завършва едногодишната школа в НАТФИЗ „Кръстю Сарафов“ с художествен ръководител проф. Надежда Сейкова. Учи и в Актьорското студио на Антони Майндъл – най-доброто Холивудско студио за последните пет години в Америка.
През 2020 г. завършва специалността „Актьорско майсторство за драматичен театър“ в последния клас на проф. Стефан Данаилов. Състудент е на Радина Боршош, Филип Буков, Марин Рангелов, Явор Вълканов и други.
През декември 2021 г. завършва второто си висше образование със специалност „Икономика и бизнес администрация“ в Нов български университет.

### Кариера в киното и телевизията
Порязов е участвал в няколко български продукции, измежду които са „Столичани в повече“, „Шменти капели – Легендата“, „Връзки“, „Под прикритие“, „Откраднат живот“, „Ние, нашите и вашите“, „Нокаут или всичко, което тя написа“, „COVID-20“, „Завръщане 2“ „Лъжите в нас“, „С река на сърцето“, детския сериал „Деца на времето“, уеб сериала „Драма“ и други.
Участвал е в холивудски чуждестранни продукции, измежду които са „300: Възходът на една империя“, „Психиатрията Стоунхърст“, „Код: Лондон“, „Шивай“ и други. Партнирал си е със Мила Йовович, Джерард Бътлър, Силвестър Сталоун, Мел Гибсън, Нийл Джаксън, Гранд Бауър, Джак О'Конъл, Съливан Степълтън, Дилън Брус, Бен Кингсли и други.
През 2019 г. участва в рекламите на риалити шоуто „Маскираният певец“ в ролята на агент от НСО.
През 2020 г. е водещ на „Спорт ТОТО“.
През 2022 г. играе в биографичната драма „Младата жена и морето“ на „Дисни“ и Джери Брукхаймър с режисурата на Юахим Рьонинг, където участва Дейзи Ридли.

### Кариера в дублажа
Порязов се занимава с нахсинхронен дублаж на анимационни сериали, както и с озвучаване на реклами от 2016 г. Взима участие в дублажните студия „Александра Аудио“ и „Про Филмс“. Озвучавал е за детските канали „Картун Нетуърк“, „Дисни Ченъл“ и „Никелодеон“.

## Участия в театъра
Драматичен театър - Пловдив
- 2018 – Луиджи в „Няма да платим! Няма да платим!“ от Дарио Фо – режисьори: Стефан Данаилов и Росица Обрешкова

Театър „НАТФИЗ“
1. 20 декември 2018 г. – Метел Цимбер и Папа Инокентий в „Кръв и власт“ от Уилям Шекспир, Кристофър Марлоу и Джон Уебстър, режисьор: Росица Обрешкова[13][14][15]
2. 8 февруари 2019 г. – Текс Меврик в „Зверското синьо“ от Филип Ридли – режисьор: Сава Драгунчев[16][17][18]
3. 29 ноември 2019 г. – Отец Хориган в „Лодкарят“ от Джез Бътъруърт – режисьор: Сава Драгунчев[19][20]

Различни театри
1. Аладин в „Аладин и вълшебната лампа“, приказки от 1001 нощ – режисьор: Николай Акимов
2. Доктора в „Голямото влизане“ от Никола Маринов – режисьор: Николай Акимов[21]
3. Момчето в „Момче и вятър“ от Ран Босилек – режисьор: Николай Акимов
4. Пинокио в „Пинокио“ от Карло Колоди – режисьор: Николай Акимов
5. Принца в „Спящата красавица“ от Шарл Перо – режисьор: Николай Акимов
6. Лизандър в „Сън в лятна нощ“ от Уилям Шекспир – режисьор: проф. Надежда Сейкова
7. Валер в „Тартюф“ от Жан-Батист Молиер – режисьор: проф. Надежда Сейкова
8. Маргариди в „Криворазбраната цивилизация“ от Добри Войников – режисьор: Валерия Кардашевска
9. Кочев в „Новото пристанище“ от Стефан Костов – режисьор: Валерия Кардашевска

Японски театър „НО“
- Ангелът в „Хагоромо“ (Кралските одежди) от Заеми Мотокио – режисьор: Акихиро Ямамото

## Филмография
Български продукции
1. „Шменти Капели: Легендата“ (2013) – Хъски
2. „Код червено“ (2013)
3. „Столичани в повече“ (2015) – Журналист
4. „Връзки“ (2015) – Сервитьор
5. „Под прикритие“ (2016) – Полицай Стоев[22]
6. „Откраднат живот“ – Доктор (2016) / Баща (2018) / Максим Петров (2019)
7. „Ани има рожден ден“ (2016) – Продавач
8. „Ние, нашите и вашите“ (2017) – Росен, барман и сервитьор
9. „Нокаут или всичко, което тя написа“ (2018) – Атлет 1
10. „Ускорение“ (2018) – Банев
11. „Поробени“ (2018) – Страж 1
12. „Мъже от огън“ (2019), документален филм
13. „COVID-20“ (2021) – Макс Донован
14. „Завръщане 2“ (2022) – Кикбоксьорът Тони
15. „Лъжите в нас“ (2022) – Чаво Михов
16. „Деца на времето“ (2022) 6 серии – Хари, бащата на малкия Митко
17. „С река на сърцето“ (2022) – полицай инспектор Порязов[23]
18. „Драма“ (уеб сериал, 2023) – Павел, бащата на Никол (кредитиран погрешно като Антон Пориазов)

Чуждестранни продукции
1. „Легендата за Херкулес“ (2014)
2. „300: Възходът на една империя“ (2014)
3. „Индекс нула“ (2014)
4. „Психиатрията Стоунхърст“ (2014)
5. „Лабиринти на любовта“ (2014)
6. „Непобедимите 3“ (2014)
7. „Робоакула“ (2015) – Моторист
8. „Оцеляване“ (2015)
9. „Александър Велики“ (2015), документална поредица
10. „Lake Placid vs. Anaconda“ (2015)
11. „Септемврийски месеци в Шираз“ (2015)
12. „Код: Лондон“ (2016) – Кларксън[24]
13. „Бунтът на варварите“ (2016)
14. „Шивай“ (2016) – Сержант 2
15. „Категория 5“ (2018)
16. „The Car: Road to Revenge“ (2019) – Петров
17. „Забравена“ (2019) – доктор Брайън Тейлър
18. „Search and Destroy“ (2020) – Ерик
19. „Коледна история по Коледа“ (2022)[25][26][27]
20. „Младата жена и морето“ (2024)[28]

## Участия в музикални клипове
- 2017 – „Надежда“ (Графа), в ролята на доктор[29]

## Роли в озвучаването
- „Justice League Action“ – Дедшот, 2017
- „Бен 10“ – Slapback
- „Легенда за пеперудите“ – Кайл, 2024[30]
- „Мао Мао: Герои на Чистото сърце“ – Пинки, 2020
- „Нинджаго: Майстори на Спинджицу“ – Фред Финли, 2019
- „Рок училище“ – Мич
- „Смърфовете“ – Смешко, 2021[31][32]
- „Това е пони“ – Браян, 2020
- „Щурите Ронкс“, 2016

## Други дейности
Порязов се е занимавал със спорт и с футбол в отбора на ЦСКА. Също така печели сребърен медал по тенис на маса. Тренирал е карате и стрелба с огнестрелни оръжия.
Водещ е на различни събития, измежду които концертите за балетно танцово студио „Класик – М“ (2014-2019), международния летен танцово гимнастически фестивал Несебър (2016-2017), ON! Anime fest, събитие за японска анимация, аниме и косплей през 2017 г., фолклорен конкурс и концерт „Български фолклор“, „Animes Expo“ (2018-2019) и други.
През 2025 г. излиза първата му книга-стихосбирка „Из душата на едно момче“, която подготвя близо четвърт век. Стихосбирката с 23 произведения е в чест на майка му, светла ѝ памет, приходите от която Антон ще дари за благотворителност.